# Аутобиографија (филм)
Аутобиографија је југословенски ТВ филм из 1960. године. Режирао га је Славољуб Стефановић Раваси, а текст (сценарио) написао је Бранислав Нушић.

## Улоге
| Глумац                 | Улога           |
| ---------------------- | --------------- |
| Миодраг Петровић Чкаља | Бранислав Нушић |